# アマネク・テレマティクスデザイン
株式会社アマネク・テレマティクスデザイン（Amanek telematics design Inc.）は、マルチメディア放送i-dioの番組を制作していた企業である。
かつては番組供給事業者（コンテンツプロバイダー）でもあった。 略称は、Amanek、アマネク。

## 概要
2014年（平成26年）に、元本田技研工業の今井武と元タワーレコード、ナップスタージャパン代表取締役を努めた庄司明弘らにより設立。Amanekはアマネクの登録商標（商標登録第5864614号）である。
「クルマの未来を、外から変える」として、 地上アナログテレビ放送停波後のVHF-Low帯（90-108MHz）を利用するi-dioに参加を表明した。
2016年（平成28年）i-dioサービス開始にあわせAmanekチャンネル（アマネクチャンネル）の放送を開始した。
しかしi-dioは業績不振に陥り、アマネクも赤字が累積し2019年（平成31年）にAmanekチャンネルを休止、他社番組の制作に関わる事業のみ継続していた。
そこにエフエム東京のTOKYO SMARTCASTに対する不正な株取引に端を発する粉飾決算により業績不振が表面化した。
詳細はエフエム東京#不正会計問題を参照
2019年（令和元年）にアマネクは解散。エフエム東京もi-dioの事業継続を断念した。
2020年（令和2年）に東京地方裁判所が特別清算の開始を決定した。負債総額は約2億8100万円（2018年3月末時点）。
2021年（令和3年）に特別清算は終結した。

## 主要株主
- アイ・トランスポート・ラボ
- エフエム東京
- オリエンタルコンサルタンツ
- オリックス
- シーズ・ラボ
- ジグノシステムジャパン
- 昭文社
- 住友電気工業
- ゼンリン
- ゼンリンデータコム
- 大日本印刷
- 日本気象協会
- バイテックシステムエンジニアリング
- PCIソリューションズ

（五十音順）

## 事業収支
電子公告

から抜粋。
| 年度                                                                | 資産    | 負債    | 資本金  | 資本剰余金 | 利益剰余金 | 出典          |
| ------------------------------------------------------------------- | ------- | ------- | ------- | ---------- | ---------- | ------------- |
| 平成26年度                                                          | 2,716   | 32      | 1,550   | 1,550      | －415      | 第1期決算公告 |
| 平成27年度                                                          | 2,695   | 41      | 1,550   | 1,550      | －445      | 第2期決算公告 |
| 平成27年度                                                          | 890,322 | 121,241 | 414,100 | 414,100    | －59,199   | 第3期決算公告 |
| 平成28年度                                                          | 660,856 | 283,289 | 100,000 | 728,200    | －450,633  | 第4期決算公告 |
| 平成29年度                                                          | 350,308 | 281,854 | 100,000 | 257,566    | －309,103  | 第5期決算公告 |
| 単位は千円 注:第2期は平成27年5月31日まで、第3期は平成27年6月1日から |         |         |         |            |            |               |

## 沿革
2014年（平成26年）
- 12月 - 株式会社アマネク・テレマティクスデザイン設立[9]

2016年（平成28年）
- 3月1日 - i-dioサービス開始にあわせAmanekチャンネルのプレ放送開始[10]、視聴用アプリ「Amanekチャンネルアプリ」による情報提供の試験も開始
- 3月28日  - 本放送開始の準備に伴い4月3日まで放送休止
- 4月3日 - プレ放送を再開、不定期でフリーアナウンサーを起用した生放送を開始、Amanekチャンネルアプリにて天気予報・曲情報の情報提供も開始
- 7月15日 - 本放送開始、プレ放送で行われていた生放送番組をレギュラー化[11]、IPサイマル放送も開始、またAmanekチャンネルアプリで番組内容に連動した情報の提供の他CM放送も開始

2017年（平成29年）
- 11月 - 新システムの構築を理由にAmanekチャンネルアプリへの情報提供を停止
- 2月23日 - 資本金を3億1410万円減少し1億円に[12]
- 12月31日 - 生放送番組を全て終了[13]、収録番組は継続

2018年（平成30年）
- 2月 - DJのRemixを放送する『The Music Force』、ナビゲーターが紹介する『Back To ○○○○』を除き収録番組を終了
- 3月 -『The Music Force』終了
- 11月 - 全国向けチャンネルi-dio HQが『「The Right Stuff」supported by e-onkyo music』と『「COZY LOUNGE」supported by e-onkyo music』の放送を開始、両番組の制作に協力

2019年（平成31年、令和元年）
- 4月21日 - Amanekチャンネル放送休止[14]
- 10月3日 - 株主総会で解散を決議[15]
- 12月25日 - ジャパンマルチメディア放送が2020年3月31日をもってi-dioを終了と発表[16]

2020年（令和2年）
- 9月17日 - 特別清算開始の決定[17]

2021（令和3年）
- 3月12日 - 特別清算終結[18]
- 4月13日 - 清算結了により登記閉鎖[19]、法人格消滅

## Amanekチャンネル
「放送と通信、位置情報とビッグデータが融合した、新しいクルマのデジタルラジオ」がコンセプト

、自動車のドライバーを対象にした内容を中心に構成。
ドライバー向けの高音質音楽とアナウンサーによる天気情報や『キュレーションマガジンantenna』と連携したドライバーのための情報提供と共に、GPSの位置情報と連動し、
IPデータキャストと自動音声読み上げシステムによるエリア単位でのリアルタイムの気象情報や観光情報を提供するとしていた。

### タイムテーブル
休止時
| 時                                       | Mon.                            | Tue.                             | Wed.                             | Thu.                             | Fri.                             | Sat.                             | Sun.                             |
| ---------------------------------------- | ------------------------------- | -------------------------------- | -------------------------------- | -------------------------------- | -------------------------------- | -------------------------------- | -------------------------------- |
| 5                                        | 5:00 ドライブミュージック[N]    | 5:00 ドライブミュージック[N]     | 5:00 ドライブミュージック[N]     | 5:00 ドライブミュージック[N]     | 5:00 ドライブミュージック[N]     | 5:00 ドライブミュージック[N]     | 5:00 ドライブミュージック[N]     |
| 6                                        | 5:00 ドライブミュージック[N]    | 5:00 ドライブミュージック[N]     | 5:00 ドライブミュージック[N]     | 5:00 ドライブミュージック[N]     | 5:00 ドライブミュージック[N]     | 5:00 ドライブミュージック[N]     | 5:00 ドライブミュージック[N]     |
| 7                                        | 5:00 ドライブミュージック[N]    | 5:00 ドライブミュージック[N]     | 5:00 ドライブミュージック[N]     | 5:00 ドライブミュージック[N]     | 5:00 ドライブミュージック[N]     | 5:00 ドライブミュージック[N]     | 5:00 ドライブミュージック[N]     |
| 8                                        | 5:00 ドライブミュージック[N]    | 5:00 ドライブミュージック[N]     | 5:00 ドライブミュージック[N]     | 5:00 ドライブミュージック[N]     | 5:00 ドライブミュージック[N]     | 5:00 ドライブミュージック[N]     | 5:00 ドライブミュージック[N]     |
| 9                                        | 5:00 ドライブミュージック[N]    | 5:00 ドライブミュージック[N]     | 5:00 ドライブミュージック[N]     | 5:00 ドライブミュージック[N]     | 5:00 ドライブミュージック[N]     | 5:00 ドライブミュージック[N]     | 5:00 ドライブミュージック[N]     |
| 10                                       | 10:00 Back To 1978 - 中西 希    | 10:00 Back To 1979 - 吉田淳美    | 10:00 Back To 1980 - 沖津那奈    | 10:00 Back To 1981 - 茂木 歩     | 10:00 Back To 1998 - 茂木 歩     | 10:00 Back To 1999 - 真野淑實    | 10:00 Back To 2000 - 茂木 歩     |
| 11                                       | 10:00 Back To 1978 - 中西 希    | 10:00 Back To 1979 - 吉田淳美    | 10:00 Back To 1980 - 沖津那奈    | 10:00 Back To 1981 - 茂木 歩     | 10:00 Back To 1998 - 茂木 歩     | 10:00 Back To 1999 - 真野淑實    | 10:00 Back To 2000 - 茂木 歩     |
| 12                                       | 12:00 Back To 1988 - 茂木 歩    | 12:00 Back To 1989 - 真野淑實    | 12:00 Back To 1990 - 中西 希     | 12:00 Back To 1991 - 小川麻希    | 12:00 Back To 2008 - 小川麻希    | 12:00 Back To 2009 - 沖津那奈    | 12:00 Back To 2010 - 小川麻希    |
| 13                                       | 12:00 Back To 1988 - 茂木 歩    | 12:00 Back To 1989 - 真野淑實    | 12:00 Back To 1990 - 中西 希     | 12:00 Back To 1991 - 小川麻希    | 12:00 Back To 2008 - 小川麻希    | 12:00 Back To 2009 - 沖津那奈    | 12:00 Back To 2010 - 小川麻希    |
| 14                                       | 14:00 ドライブミュージック[N]   | 14:00 ドライブミュージック[N]    | 14:00 ドライブミュージック[N]    | 14:00 ドライブミュージック[N]    | 14:00 ドライブミュージック[N]    | 14:00 ドライブミュージック[N]    | 14:00 ドライブミュージック[N]    |
| 15                                       | 14:00 ドライブミュージック[N]   | 14:00 ドライブミュージック[N]    | 14:00 ドライブミュージック[N]    | 14:00 ドライブミュージック[N]    | 14:00 ドライブミュージック[N]    | 14:00 ドライブミュージック[N]    | 14:00 ドライブミュージック[N]    |
| 16                                       | 14:00 ドライブミュージック[N]   | 14:00 ドライブミュージック[N]    | 14:00 ドライブミュージック[N]    | 14:00 ドライブミュージック[N]    | 14:00 ドライブミュージック[N]    | 14:00 ドライブミュージック[N]    | 14:00 ドライブミュージック[N]    |
| 17                                       | 17:00 Back To 1978[R] - 中西 希 | 17:00 Back To 1979[R] - 吉田淳美 | 17:00 Back To 1980[R] - 沖津那奈 | 17:00 Back To 1981[R] - 茂木 歩  | 17:00 Back To 1998[R] - 茂木 歩  | 17:00 Back To 1999[R] - 真野淑實 | 17:00 Back To 2000[R] - 茂木 歩  |
| 18                                       | 17:00 Back To 1978[R] - 中西 希 | 17:00 Back To 1979[R] - 吉田淳美 | 17:00 Back To 1980[R] - 沖津那奈 | 17:00 Back To 1981[R] - 茂木 歩  | 17:00 Back To 1998[R] - 茂木 歩  | 17:00 Back To 1999[R] - 真野淑實 | 17:00 Back To 2000[R] - 茂木 歩  |
| 19                                       | 19:00 Back To 1988[R] - 茂木 歩 | 19:00 Back To 1989[R] - 真野淑實 | 19:00 Back To 1990[R] - 中西 希  | 19:00 Back To 1991[R] - 小川麻希 | 19:00 Back To 2008[R] - 小川麻希 | 19:00 Back To 2009[R] - 沖津那奈 | 19:00 Back To 2010[R] - 小川麻希 |
| 20                                       | 19:00 Back To 1988[R] - 茂木 歩 | 19:00 Back To 1989[R] - 真野淑實 | 19:00 Back To 1990[R] - 中西 希  | 19:00 Back To 1991[R] - 小川麻希 | 19:00 Back To 2008[R] - 小川麻希 | 19:00 Back To 2009[R] - 沖津那奈 | 19:00 Back To 2010[R] - 小川麻希 |
| 21                                       | 21:00 ドライブミュージック[N]   | 21:00 ドライブミュージック[N]    | 21:00 ドライブミュージック[N]    | 21:00 ドライブミュージック[N]    | 21:00 ドライブミュージック[N]    | 21:00 ドライブミュージック[N]    | 21:00 ドライブミュージック[N]    |
| 22                                       | 21:00 ドライブミュージック[N]   | 21:00 ドライブミュージック[N]    | 21:00 ドライブミュージック[N]    | 21:00 ドライブミュージック[N]    | 21:00 ドライブミュージック[N]    | 21:00 ドライブミュージック[N]    | 21:00 ドライブミュージック[N]    |
| 23                                       | 21:00 ドライブミュージック[N]   | 21:00 ドライブミュージック[N]    | 21:00 ドライブミュージック[N]    | 21:00 ドライブミュージック[N]    | 21:00 ドライブミュージック[N]    | 21:00 ドライブミュージック[N]    | 21:00 ドライブミュージック[N]    |
| 0                                        | 21:00 ドライブミュージック[N]   | 21:00 ドライブミュージック[N]    | 21:00 ドライブミュージック[N]    | 21:00 ドライブミュージック[N]    | 21:00 ドライブミュージック[N]    | 21:00 ドライブミュージック[N]    | 21:00 ドライブミュージック[N]    |
| 1                                        | 21:00 ドライブミュージック[N]   | 21:00 ドライブミュージック[N]    | 21:00 ドライブミュージック[N]    | 21:00 ドライブミュージック[N]    | 21:00 ドライブミュージック[N]    | 21:00 ドライブミュージック[N]    | 21:00 ドライブミュージック[N]    |
| 2                                        | 21:00 ドライブミュージック[N]   | 21:00 ドライブミュージック[N]    | 21:00 ドライブミュージック[N]    | 21:00 ドライブミュージック[N]    | 21:00 ドライブミュージック[N]    | 21:00 ドライブミュージック[N]    | 21:00 ドライブミュージック[N]    |
| 3                                        | 21:00 ドライブミュージック[N]   | 21:00 ドライブミュージック[N]    | 21:00 ドライブミュージック[N]    | 21:00 ドライブミュージック[N]    | 21:00 ドライブミュージック[N]    | 21:00 ドライブミュージック[N]    | 21:00 ドライブミュージック[N]    |
| 4                                        | 21:00 ドライブミュージック[N]   | 21:00 ドライブミュージック[N]    | 21:00 ドライブミュージック[N]    | 21:00 ドライブミュージック[N]    | 21:00 ドライブミュージック[N]    | 21:00 ドライブミュージック[N]    | 21:00 ドライブミュージック[N]    |
| 凡例 - [N]:ナビゲーター無し - [R]:再放送 |                                 |                                  |                                  |                                  |                                  |                                  |                                  |

ナビゲーターが登場する『Back To ○○○○』は毎週同じ内容のリピート放送であった。
また「自動音声による天気予報」を流す為の枠が1時間に2回程（各1分）設定されていたが、情報提供が停止され枠の意味を成していなかった。

### 中途終了の番組
- プレ放送
  - Amanek Tenki.jpスタジオより生放送！ - 庄司明弘、齊藤愛子（プレ放送に行われていた紹介番組、2016年3月の隔日 16:00 - 18:00）
  - Amanekサンセット プレ放送 - （2016年4月 - 6月、平日 17:00 - 19:00）
  - NONSTOP DRIVE MUSIC - （上記番組の放送外の時間。本放送でも継続）
- 本放送
  - Amanekチャンネル - 真野淑實、中西 希、二階堂絵美、沖津那奈、せりかな、小林梢、うえだ星子（チャンネル名と同名の番組であり、唯一のレギュラー生放送番組だった。ナビゲーターは日替わり制。月曜 - 木曜 17:00 - 19:00、金曜 10:00 - 12:00（2017年3月まで）・17:00 - 19:00、土曜・日曜・祝日 8:00 - 10:00・13:00 - 15:00、17:00 - 19:00）
  - 恋とクルマと音楽と - 庄司明弘（2016年7月以降、不定期に放送された特別番組）
  - 元旦特別番組
  - Amanek アーティスト・セレクション（一人のアーティストをピックアップして流すというプログラム、2017年6月 - 2017年11月 金曜 10:00 - 12:00）
  - SUBARU Sound Journey on Amanek（スバル自動車スポンサーの番組。2017年6月の番組開始から同年8月までは毎月第一土曜 8:00 - 10:00であったが、翌9月から毎週土曜 8:00 - 10:00に変更された。同年12月で終了。）
  - せりかなの道の駅ソングブック  - せりかな（せりかなが各地の道の駅を訪れるプログラム）
  - ナビゲーターズ antenna*（antenna*とコラボした番組）
  - The Music Force - DJ和[第1週]、片寄明人[第2週]、DJ RIKO[第3週]、ピストン西沢[第4週]（木曜 19:00 - 20:00）
  - ラジオ モーターファン
  - 逢いに行くラジオ東北
  - Honda Racing THANKS DAY Radio（2017年12月3日）

### Amanekチャンネルアプリ
プレ放送より公開。GPS機能を使った自動音声機能による天気予報、放送楽曲、番組内で紹介した内容などの情報を提供していた。
2017年11月に新システム構築を理由に情報提供を停止、以後再開されなかった。

## 番組制作協力
東京マルチメディア放送の番組『i-dio HQ』の制作に協力。日本気象協会のスタジオで収録を行い、パーソナリティもAmanekチャンネルに出演していた沖津那奈などが出演。
番組
- 「COZY LOUNGE」supported by e-onkyo music - 木村南海子、茂木歩（毎日 9:00 - 10:00他）
- 「The Right Stuff」supported by e-onkyo music - 沖津那奈（毎日 23:00 - 24:00他）